# Eduardo Arias
Eduardo Arias (Ustupu, Guna Yala; 1956 -Ciudad de Panamá; 1 de agosto de 2020) fue un ciudadano panameño de origen guna, conocido por haber descubierto en 2007 un lote de pasta dental de origen chino con dietilenglicol en un mercado de Ciudad de Panamá. Debido a un envenenamiento masivo ocurrido el año anterior con la misma sustancia y que dejó ciento setenta muertos, Arias remitió una denuncia al Ministerio de Salud que derivó en el retiro del producto en Panamá y una alerta sanitaria en treinta y cuatro países del mundo, donde fueron descubiertas más pastas dentales con dicho ingrediente. Su hazaña fue reconocida internacionalmente, siendo nombrado como una de las personas más influyentes («personas que importan») del 2007 según la revista Time.

## Biografía
Nació y vivió su juventud en la isla de Ustupu, en la comarca indígena de Guna Yala. A los dieciocho años viajó a Cuba para estudiar tres años agronomía en la Universidad Central de Las Villas, luego viajó a Costa Rica para especializarse en planificación de áreas protegidas. En 1985 ingresó a la Unidad de Medio Ambiente del Ministerio de Vivienda, labor que mantuvo hasta 2018, año de su jubilación.

## Decomiso mundial de pasta dental
El 5 de mayo de 2007, acudió a una tienda minorista cercana a su casa para comprar un CD de música, sin embargo, también compró una pasta dental. Dada su experiencia en temas ambientales y fiscalización, comprobaba los componentes de los artículos que compraba y observó que uno de los ingredientes de la pasta era dietilenglicol. Debido a que el año anterior ocurrió un envenenamiento masivo con la sustancia y que causó más de cien muertos y alrededor de ocho mil intoxicados, adquirió la pasta gentrifica y la guardó un par de días, luego la llevó al Centro de Salud del Ministerio de Salud más cercano y se desentendió del asunto.
La denuncia de Arias había escalado a instancias superiores del Ministerio de Salud quienes el 10 de mayo anunciaron públicamente el hallazgo y retiraron entre cinco mil y seis mil pastas dentales provenientes de China que habían llegado vía Zona Libre de Colón. La medida generó un efecto cadena en países vecinos de América Latina, conde se consumía el mismo tipo de producto. Las alertas también se dispararon en Estados Unidos el 1 de junio, cuando se descubrieron pastas dentales chinas con dietilenglicol sin que se este se mencionase en la composición. Eran falsificaciones de marcas como Colgate o Sensodyne. En Canadá se encontraron veinticuatro marcas de pastas contaminadas y en Nueva Zelanda encontraron dieciséis, mientras que en Japón decomisaron veinte millones de unidades. La presencia de pastas dentales contaminadas se extendió por treinta y cuatro países del mundo. El gobierno chino, inicialmente justificó la presencia de dietilenglicol como espesante y que no había causado muertes, sin embargo, tras la crítica mundial ordenó en julio la suspensión de la fabricación de pasta dental con dietilenglicol.
En septiembre, periodistas de The New York Times llegaron a abordar a Arias diciendo que éste «había salvado el mundo». Los periodistas querían conocer la fuente original del retiro y con la ayuda de la oficina del Municipio de Panamá, fue localizado. Tras la publicación del New York Times el 1 de octubre, Arias recibió atención mediática nacional e internacional, siendo reconocido como ciudadano ilustre de la capital panameña y luego como una de las veinticinco «personas que importan» del 2007 según la revista Time.

## Años siguientes
Luego de ser reconocido volvió al anonimato y sus condiciones de vida no variaron, manteniendo su empleo de siempre. No fue hasta 2016 que el gobierno nacional le aumentó su salario y le otorgó una vivienda propia a través del Ministerio de Vivienda y Ordenamiento Territorial. Falleció a causa de un cáncer el 1 de agosto de 2020 en el Hospital Oncológico Nacional en Ciudad de Panamá.